# Бонк (община Стара Кишева)
Бонк (на полски: Bąk) е осада при железопътна гара „Бонк“, в Северна Полша, Поморско войводство, Кошчежински окръг, в състава на община Стара Кишева.
Разположена е сред гора, в близост до югоизточната граница на Вдзидзкия ландшафтен парк. Отстои на 6 км от село Бонк, на 19 км югозападно от общинския център Стара Кишева, на 40 км южно от окръжния център Кошчежина и на 95 км югозападно от войводската столица Гданск.